# Slaget vid Mysunde
Slaget vid Mysunde utkämpades den 2 februari 1864 under dansk-tyska kriget. Slaget var resultatet av ett försök av preussiska trupper att bryta igenom den danska försvarslinjen Danevirke. Anfallet misslyckades dock och drabbningen slutade med dansk seger. 

## Bakgrund
Befästningslinjen Danevirke hade skyddat den danska sydgränsen sedan 800-talet. Försvarslinjen hade dock försummats och var inte utrustad för ett modernt krig. När den danska armén bemannade ställningarna i januari 1864 var man därför tvungen att snabbt få befästningarna i stridsdugligt skick. Man upptäckte också att försvarslinjen var alltför lång för att försvaras effektivt av de 38 000 soldater man förfogade över. Trots detta hade den danska allmänheten enorm tilltro till Danevirke där många hoppades att den tyska invasionen skulle hejdas. 
Fiskebyn Mysunde låg på den södra sidan av havsviken Slien och utgjorde en del av Danevirkes östra försvarsverk. Byn hade stor strategiskt betydelse då den låg där viken var som smalast, vilket var en av få platser där terrängen inte gav skydd åt de danska ställningarna. Ett genombrott här skulle ge tyskarna möjlighet att omringa de danska armén i Danevirke. Försvarsverken runt Mysunde bestod av ett pärlband av bastioner. De två viktigaste av dessa hade beteckningarna A respektive B och var placerade på var sida av huvudvägen till byn. Bastionerna bemannades av manskap ur 6:e fortifikationsbataljonen under befäl av kapten Herthel, samt en bataljon ur 18:e infanteriregementet. Bastion A var bestyckad med fyra 24-pundiga och fyra 12-pundiga kanoner. Bestyckningen i bastion B var något lättare med två 24-pundiga samt två 12-pundiga pjäser. Samtliga av de danska artilleripjäserna var slätborrade mynningsladdare.

## Första anfallet

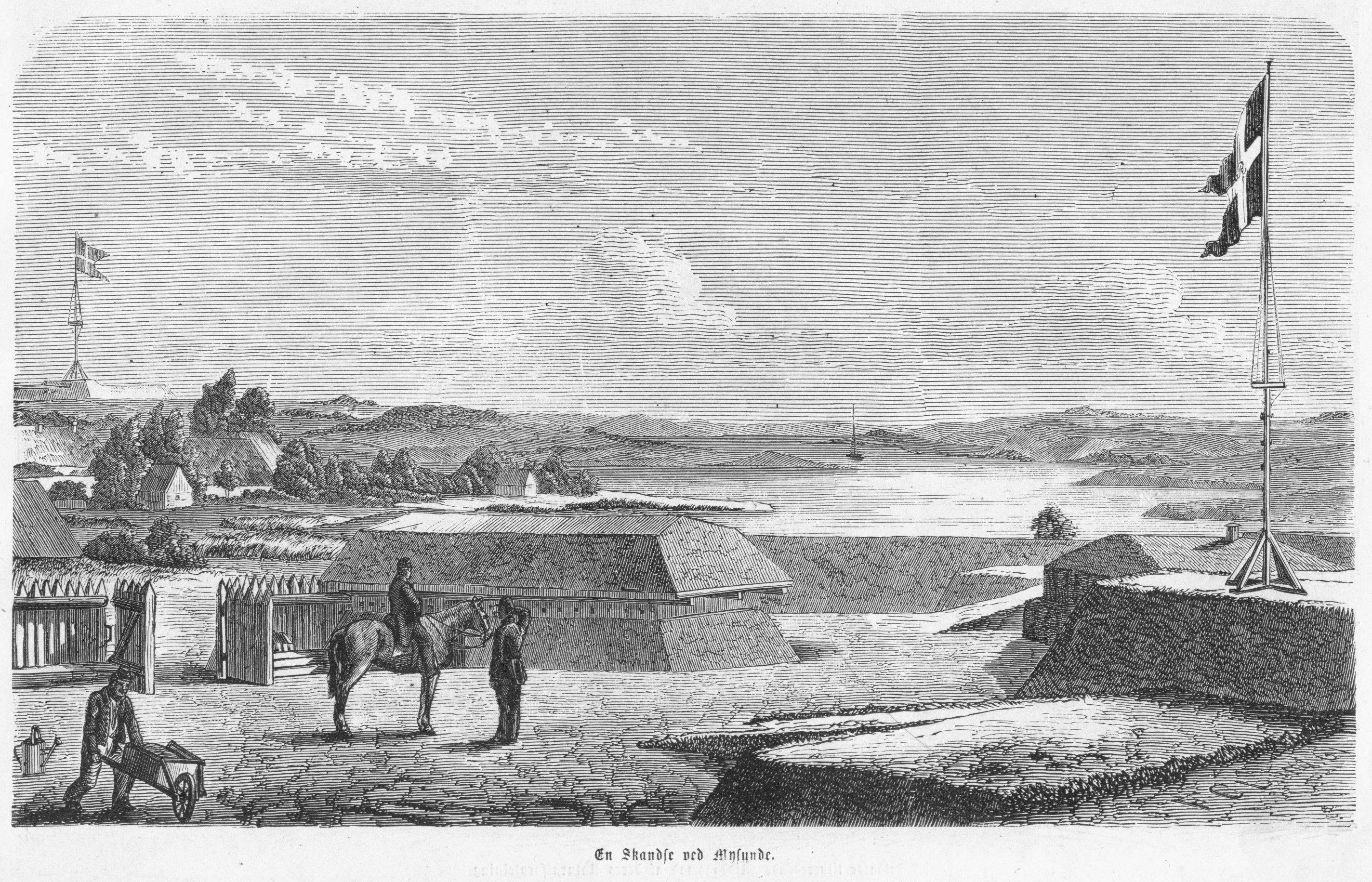
Skans vid Mysunde, samtida träsnitt.

Den preussiska 1:a kåren under befäl av prins Fredrik Karl påbörjade sin framryckning klockan 08:00 på morgonen den 2 februari. Preussarnas mål var att inta de danska ställningarna vid Kochendorff men spejare kunde snart rapportera att dessa redan var övergivna av danskarna. Omedelbart togs beslutet att fortsätta framryckningen mot Mysunde. Vid tio-tiden på morgonen hade de ledande preussiska avdelningarna under major von Krohn nåt fram till de danska ställningarna.
De preussiska förtrupperna, ledda av tre bataljoner ur de 13:e,15:e och 24:e infanteriregementena, kom i strid med de danska förposterna vid Langsø vid klockan 10:30. Efter en kort strid retirerade de danska trupperna mot huvudställningen. Anfallet mot bastionerna inleddes omgående. Morgondimman försämrade sikten för de danska artilleristerna som hade stora svårigheter att beskjuta de anfallande preussarna. Klockan 12:30 anlände danska förstärkningar i form av en bataljon ur det 3:e infanteriregementet under kapten Arntz samt en dragonskvadron. De danska förstärkningarna  drev tillbaka preussarna tills major von Krohn personligen ledde sin bataljon i ett motanfall som till slut lyckades kasta tillbaka försvararna. Efter att ha framgångsrikt kastat tillbaka de danska förstärkningarna fortsatte det preussiska infanteriet sin framryckning. Preussarna tog upp ställning vid ett staket cirka 100 meter från bastion B.
Omkring klockan 12:45 öppnade det preussiska artilleriet eld mot de danska ställningarna varefter en intensiv artilleriduell utbröt. Dimman i samverkan med krutröken gjorde det dock nästan omöjligt att framgångsrikt identifiera fiendens positioner.

## Andra anfallet
Från sina skyddade ställningar vållade de preussiska infanteristerna stora förluster bland de danska soldaterna i bastion B. Under tiden hade den danska 3:e brigaden hade fått order att förstärka trupperna vid Mysunde men var fortfarande för långt borta för att komma till undsättning. 
För att lätta på trycket på bastion B försökte ett kompani ur 18:e infanteriregementet kasta tillbaka de preussiska trupperna som tog skydd bakom planket framför bastionen. Det danska anfallet misslyckades dock på grund av preussarnas ihärdiga eldgivning. Efter att ha slagit tillbaka de danska utfallet återupptog det preussiska infanteriet sin framryckning samtidigt som det artilleriet åter öppnade eld. Det danska artilleriet svarade med samma mynt och deras kartescher tillfogade preussarna stora förluster och tvingade dem att retirera. Efter två fruktlösa anfall beslöt sig den preussiska ledningen för att dra sig tillbaka för att undvika ytterligare manspillan.

## Följder
De danska förlusterna efter slaget uppgick till 141 döda och sårade. Preussarnas förluster var större med 199 döda och sårade soldater. Det preussiska misslyckandet vid Mysunde höjde moralen inom den danska armén men segern kom att bli kortlivad då den danska ledningen fattade beslutet av överge Danevirke fyra dagar senare.

### Webbkällor
- https://web.archive.org/web/20110429014228/http://milhist.dk/1864/mysunde/mysunde.htm (danska)

- http://www.missunde.hhm.de/schlacht.htm (tyska)